# Europacup II hockey vrouwen 2009
De 19de editie van de Europacup II voor vrouwen werd gehouden van 10 april tot en met 13 april 2009 in Manchester. Er deden acht teams mee, verdeeld over twee poules. Deze editie van de Europacup II werd gewonnen door Amsterdam H&BC.

## Poule-indeling

### Poule A
- KTHC Stadion Rot-weiss Köln
- Club de Campo Villa de Madrid
- Bonagrass Grove
- HF Lorenzoni

### Poule B
- Bowdon Hightown
- Amsterdam H&BC
- HC Alta Borispol
- Royal Uccle Sport THC

## Poulewedstrijden

### Vrijdag 10 april 2009
- 10.00  A 	KTHC Rot-weiss Koln - HF Lorenzoni 6-0 (3-0)
- 12.00  A 	Bonagrass Grove - Club de Campo	0-2 (0-1)
- 14.00  B 	Amsterdam H&BC - HC Alta Borispol 14-0 (4-0)
- 16.00  B 	Bowdon Hightown - Royal Uccle STHC 5-1 (4-0)

### Zaterdag 11 april 2009
- 10.00  A 	KTHC Rot-weiss Koln - Club de Campo 2-2 (1-1)
- 12.00  A 	Bonagrass Grove - HF Lorenzoni 	5-0 (0-0)
- 14.00  B 	Amsterdam H&BC - Royal Uccle STHC 6-0 (5-0)
- 16.00  B 	Bowdon Hightown - HC Alta Borispol 13-0 (7-0)

### Zondag 12 april 2009
- 10.00  A 	Club de Campo - HF Lorenzoni 9-1 (3-1)
- 12.00  A 	KTHC Rot-weiss Koln - Bonagrass Grove 3-2 (1-1)
- 14.00  B 	HC Alta Borispol - Royal Uccle STHC 0-2 (0-2)
- 16.00  B  	Bowdon Hightown - Amsterdam H&BC 0-4 (0-2)

## Uitslag poules

### Uitslag poule A
1. Club de Campo Villa de Madrid 7 (+10)
2. KTHC Stadion Rot-weiss Köln 7 (+7)
3. Bonagrass Grove 3 (+2)
4. HF Lorenzoni 0 (-19)

### Uitslag poule B
1. Amsterdam H&BC 9 (+24)
2. Bowdon Hightown 6 (+13)
3. Royal Uccle STHC 3 (-8)
4. HC Alta Borispol 0 (-29)

## Finales

### Maandag 13 april 2009
- 09.30 4e A - 3e B HF Lorenzoni - Royal Uccle STHC 1-3  (1-2)
- 10.30 3e A - 4e B Bonagrass Grove - Ata Borispol 15-0 (10-0)
- 12.45 2e A - 2e B Rot-weiss Koln - Bowdon Hightown 3-3 (1-1) 4-2 na strafballen
- 15.00 1e A - 1e B Club de Campo - Amsterdam 0-2 (0-0)

## Einduitslag
1.  Amsterdam H&BC

2.  Club de Campo

3.  Rot-weiss Koln 

4.  Bowdon Hightown

5.  Bonagrass Grove

5.  Ata Borispol

7.  Royal Uccle STHC

7.  HF Lorenzoni  

Mannen:
1990 ·
Terrassa 1991 ·
Vught 1992 ·
Birmingham 1993 ·
Terrassa 1994 ·
Cagliari 1995 ·
Den Haag 1996 ·
Reading 1997 ·
's-Hertogenbosch 1998 ·
Amsterdam 1999 ·
Terrassa 2000 ·
's-Hertogenbosch 2001 ·
Eindhoven 2002 ·
Terrassa 2003 ·
Eindhoven 2004 ·
Lille 2005 ·
Reading 2006 ·
Madrid 2007 

Opgegaan in de Euro Hockey League
Vrouwen:
1991 ·
Vught 1992 ·
Birmingham 1993 ·
Cardiff 1994 ·
Groningen 1995 ·
Rotterdam 1996 ·
Utrecht 1997 ·
Leuven 1998 ·
Terrassa 1999 ·
Keulen 2000 ·
Rome 2001 ·
Ourense 2002 ·
Rotterdam 2003 ·
Laren 2004 ·
Keulen 2005 ·
Edinburgh 2006 ·
Madrid 2007 ·
Parijs 2008 ·
Manchester 2009

Opgegaan in de Europcacup I